# Kroatische Eishockeyliga 2009/10
Die Saison 2009/10 war die 19. Spielzeit der kroatischen Eishockeyliga, der höchsten kroatischen Eishockeyspielklasse. Meister wurde zum insgesamt 14. Mal in der Vereinsgeschichte der KHL Medveščak Zagreb.

## Modus
In der Hauptrunde absolvierte jede der vier Mannschaften insgesamt sechs Spiele. Alle vier Mannschaften qualifizierten sich für die Playoffs, in denen der Meister ausgespielt wurde. Für einen Sieg nach regulärer Spielzeit erhielt jede Mannschaft drei Punkte, für einen Sieg nach Overtime zwei Punkte, bei einer Niederlage nach Overtime gab es einen Punkt und bei einer Niederlage nach regulärer Spielzeit null Punkte.

## Hauptrunde
|    | Klub                    | Sp | S | OTS | OTN | N | Tore  | Punkte |
| -- | ----------------------- | -- | - | --- | --- | - | ----- | ------ |
| 1. | KHL Medveščak Zagreb II | 6  | 5 | 0   | 0   | 1 | 42:16 | 15     |
| 2. | KHL Mladost Zagreb      | 6  | 5 | 0   | 0   | 1 | 71:21 | 15     |
| 3. | KHL Zagreb              | 6  | 2 | 0   | 0   | 4 | 33:48 | 6      |
| 4. | HK Sisak                | 6  | 0 | 0   | 0   | 6 | 13:74 | 0      |

Sp = Spiele, S = Siege, U = unentschieden, N = Niederlagen, OTS = Overtime-Siege, OTN = Overtime-Niederlage, SOS = Penalty-Siege, SON = Penalty-Niederlage

## Playoffs

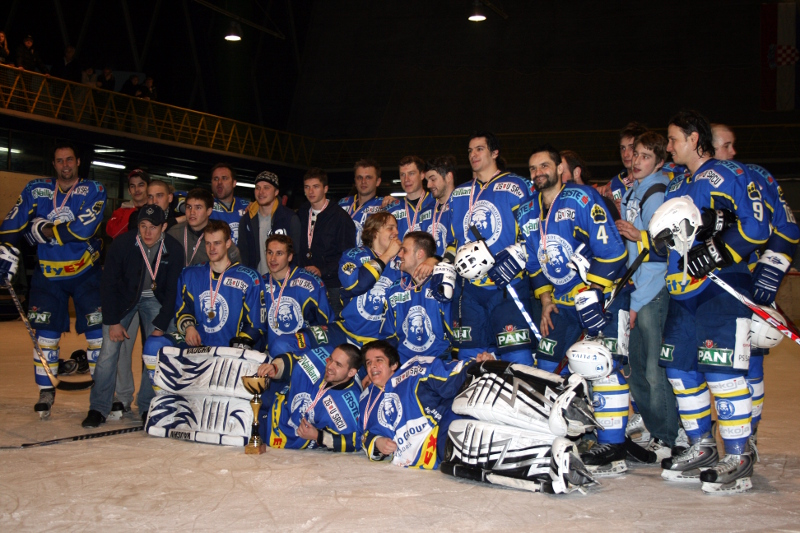
KHL Medveščak Zagreb II

### Halbfinale
- KHL Medveščak Zagreb II – HK Sisak 2:0 (16:5, 16:5)
- KHL Mladost Zagreb – KHL Zagreb 2:0 (8:6, 11:4)

### Spiel um Platz 3
- KHL Zagreb – HK Sisak 13:4

### Finale
- KHL Medveščak Zagreb II – KHL Mladost Zagreb 2:0 (5:2, 6:3)